# Nätra landsfiskalsdistrikt
Nätra landsfiskalsdistrikt var 1918–1964 ett landsfiskalsdistrikt i Västernorrlands län, bildat när Sveriges indelning i landsfiskalsdistrikt trädde i kraft den 1 januari 1918, enligt beslut den 7 september 1917. Den 1 januari 1965 avskaffades i Sverige samtliga landsfiskaler och landsfiskalsdistrikt, och deras arbetsuppgifter delades upp på de nyskapade indelningarna polisdistrikt, åklagardistrikt och kronofogdedistrikt.
Landsfiskalsdistriktet låg under länsstyrelsen i Västernorrlands län.

## Ingående områden
Genom kommunreformen 1 januari 1952 uppgick Skorpeds landskommun i Anundsjö landskommun, och dess område överfördes därmed till Anundsjö landsfiskalsdistrikt.

### Från 1918
- Nätra landskommun
- Sidensjö landskommun
- Skorpeds landskommun

### Från 1952
- Nätra landskommun